# Mazel und brucha
Mazel und brucha (hebraisk: mazal u'bracha) er et udtryk, der bruges ved handel med diamanter. Frasen er på jiddisch og betyder "lykke og velsignelse". Udtrykket ses som en bindende hilsen, når (jødiske) diamanthandlere har handlet. Efter en sådan hilsen kan aftalen ikke brydes, hvorfor mange diamanthandler historisk set er foretaget uden skriftligt samtykke.